# باتريك باور (لاعب كرة قدم)
باتريك باور (بالألمانية: Patrick Bauer)‏ (و. 1992  م) هو لاعب كرة قدم، من ألمانيا، ولد في باكنانغ، يلعب كمُدَافِع.

## وصلات خارجية
- باتريك باور على موقع قاعدة بيانات كرة القدم.إي يو (الإنجليزية)
- باتريك باور على موقع بيانات كرة القدم. دي إي (الألمانية)
- باتريك باور على موقع Soccerbase.com (لاعب) (الإنجليزية)
- باتريك باور على موقع Soccerway.com (الإنجليزية)
- باتريك باور على موقع عالم كرة القدم.نت (الإنجليزية)
- باتريك باور على موقع AS.com (الإسبانية)

قالب:تشكيلة بريستون نورث ايند